# Ronny Bayer
Pour les articles homonymes, voir Bayer.
Ronny Bayer, né le 17 février 1966, à Anvers, en Belgique, est un joueur et entraîneur belge de basket-ball. Il évoluait au poste de meneur.